# راست (بازی ویدئویی)
راست (انگلیسی: Rust) بازی ویدیویی در سبک بقا و یک یا چندنفره است. استودیو فیس‌پانچ این بازی را در فوریه ۲۰۱۸ برای مایکروسافت ویندوز و مک او اس منتشر کرد.

## داستان
بازی در حالی شروع می‌شود که سال‌های پیشین جنگ هسته‌ای رخ داده و همه خانه‌ها نابود شده‌اند، اما جنگ پایان یافته، دشت‌ها سرسبز شده‌اند و گیاهان و حیوانات مانند گذشته حیات خود را دوباره آغاز کرده‌اند. بازیکن در ابتدا یک تکه سنگ و مشعل دارد. او باید به کمک تکه سنگ، چوب و منابع معدنی جمع کند. سپس با استفاده از آن‌ها تبر، نیزه و تیر و کمان و… بسازد. با استفاده از تیر و کمان می‌تواند شکار کند، از گوشت و پوست حیوانات غذا و لباس تهیه کند و به بقای خویش ادامه دهد خانه بسازید و به جنگ با بازیکنان بپردازید و خانه بازیکنان را تخریب کنید و وسایل از خانه اش بدزدید وسایل
جمع کنید و با دشمنان خود بازی نیز بجنگید.

## انواع سلاح ها و بمب های بازی
بازی گان های زیادی دارد. شما در اوایل بازی می‌توانید سلاح هایی همچون هفت تیر (ریوولور) از جعبه های اطراف جاده پیدا کنید.با پیشرفت در بازی می توانید با اسکرپ در ورک بنچ سلاح های پیشرفته بازگشایی کنید مثل تامسون، ای کی کلاشینکف، ام پی ۵، بولت اکشن رایفل و...
برای حمله به خانه دیگر بازیکنان می‌توانید از بمب هایی مثل C4، سَچِل و راکت استفاده کنید و غنایم آنها را غارت کنید! همچنین می‌توانید در مکانی به نام میلی تری با موشک ام ال آر اس از راه دور خرابی های هولناکی در بیس دشمن تان به بار بیاورید!اما حواستان به بات های آنجا باشد...

## نحوه بدست آوردن منابع
```
دو راهکار برای جمع آوری منابع در بازی وجود دارد.
```

۱.جمع آوری منابع از اطراف جاده؛ در بازی جاده هایی هستند که در اطراف آن بشکه هایی وجود دارند که با شکستن آنها میتوانید بنزین، اسکرپ، و... بدست آورید. همچنین جعبه هایی هستند که در آنها از غذا گرفته تا گان هایی از جمله ریوولور و ... پیدا می‌شود.
۲.جمع آوری منابع از طبیعت:همانطور از اسمش مشخص است، شامل شکار، قطع درختان، شکستن 
سنگ ها و از این قبیل می‌شود. شما براي بدست آوردن متال(آهن) یا سنگ نیاز به لوت کردن طبیعت هستید.

## فروش
در طی دو هفته اول انتشار نسخه آلفای راست بیش از ۱۵۰،۰۰۰ نسخه فروخته شد. فروش راست تنها پس از دو ماه به یک میلیون نسخه رسید در پایان سال ۲۰۱۵، سه میلیون نسخه فروخته شد و تا مارس ۲۰۱۷ این بازی بیش از ۵٫۲ میلیون فروخته‌است، ژانویه ۲۰۲۲ استودیو فیس‌پانچ در جریان جمع بندی عملکرد خود در سال ۲۰۲۱ اعلام کرد که این بازی بیش از ۱۲ میلیون نسخه فروش داشته است.